# Гёрквиц
Гёрквиц (нем. Görkwitz) — община в Германии, в земле Тюрингия. 
Входит в состав района Заале-Орла. Подчиняется управлению Зеенплатте.  Население составляет 304 человека (на 31 декабря 2010 года). Занимает площадь 5,83 км².